# 식물성 단백질
식물성 단백질(植物性蛋白質, 영어: vegetable protein)은 식물에 존재하는 단백질을 말한다.

## 특성
단백질은 식물체, 동물체에 존재하며 사람이 섭취하는 식품의 형태를 식물성 단백질 식품, 동물성 단백질 식품이라 한다. 식물성 단백질은 탄소, 수소, 산소, 질소로 구성되며 기본 단위는 아미노산이다. 식물성 단백질 식품은 동물성 단백질 식품이 지닌 포화지방, 콜레스테롤 과량 섭취로 인한 건강영양문제나 높은 탄소배출량과 물사용량 등 환경 문제에서 이점을 지녀 주목받고 있다. Plant Protein, Vegetable Protein, Vegan Protein과 같이 여러 단어로 식품 소개, 다이어트 방법, 식생활 방법에 사용되고 있다.

## 함유 식품
단백질 식품으로 고기, 생선 같이 동물성 식품만을 떠오르기 쉬우나 사실 단백질은 식물성 식품과 동물성 식품에 골고루 들어있다. 식물성 단백질을 함유한 대표 식품으로는 대두, 서리태, 강낭콩, 병아리콩, 렌틸콩 등 콩류와 콩을 가공, 발표한 콩식품(두부, 유부, 두유, 낫또, 청국장, 된장, 콩가루, 콩비지 등)이 있으며, 땅콩, 호두, 아몬드, 잣 등이 견과류에도 단백질이 상당량 들어있다.
식품군을 12개로 분류한 로하스 식품교환표에서는 어육류군에 해당하는 식품들을 포화지방산의 급원이 되는 동물성 식품과 불포화지방산을 공급하는 식물성 식품으로 구분하였다. 식물성 단백질 식품군을 별도로 구분하였고 동물성 단백질 식품군과 비교 시 1교환단위 중량당 단백질 함량은 유사한 수준이나 포화지방산 함량이 적고, 식이섬유 함량이 높다는 특성을 보여준다.

## 단백질과 아미노산
식품을 통해 섭취한 단백질은 소화과정을 거쳐 가장 작은 구성 물질인 아미노산으로 분해된 후 흡수되어 체내 기관, 각 조직에 이용된다. 아미노산은 체내에서 합성 가능 여부에 따라 필수아미노산과 비필수 아미노산으로 구분된다. 필수아미노산(essential amino acid)은 체내에서 합성되지 않거나 충분한 양이 합성되지 않는다. 따라서 콩류(대두, 서리태, 병아리콩 등)를 비롯해 난류, 육류, 어류 등 필수 아미노산이 함유된 식품들을 통해 반드시 섭취해야 한다. 필수아미노산이 체내 부족하면 체조직 구성이 원만하지 않고 성장발육이 제대로 이루어지지 않는다. 반면 비필수 아미노산(non-essential amino acid)은 반드시 음식으로만 섭취하지는 않아도 인체에서 합성이 가능하다.

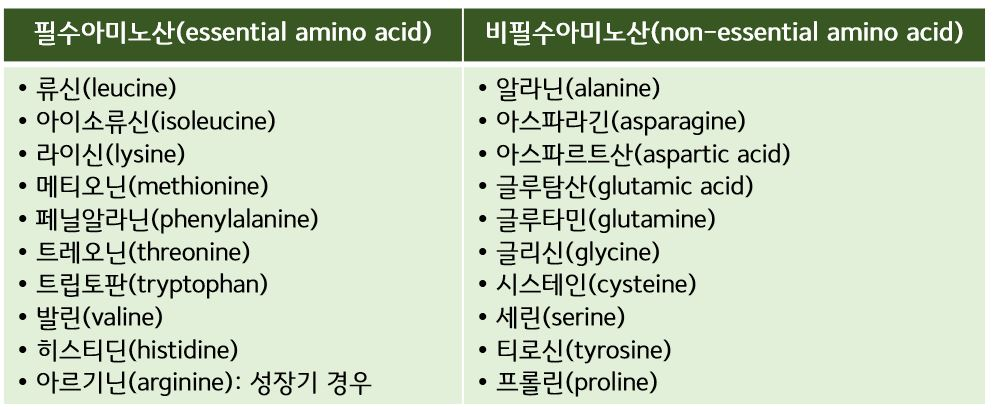
필수 아미노산의 목록

단백질은 영양적 질에 따라 완전단백질과 불완전단백질로도 나뉘는데 이는 오스본(Osborne)과 멘델(Mendel) 이 실시한 동물 성장실험을 근거로 하고 있다. 완전단백질은 체내에서 합성할 수 없는 필수아미노산을 모두 충분히 함유하고 있어 체내 단백질 합성에 적합하며 동물의 생명유지 활동, 성장을 돕는다. 대개 완전단백질은 동물성 단백질만 해당(젤라틴을 제외하고 모두 해당)되는 것으로 알고 있으나 식물성 단백질 식품인 대두의 글리시닌(glycinin)은 완전단백질로 꼽힌다. 불완전단백질은 필수아미노산이 1개 이상 결핍된 것인데, 단백질 합성(protein synthesis)을 위해서는 필요한 조직에 모든 종류의 필수아미노산이 충분하게 공급되어야 한다. 따라서 필수아미노산이 부족한 단백질 식품만을 오래 섭취하면 단백질 합성이 원만히 이루어지지 못해 성장발육을 더디게 하고 근육감소를 낳게 된다. 동물성 단백질에 젤라틴(gelatin)과 식물성 단백질 중 옥수수의 제인(zein)이 해당되며 다른 단백질 식품을 함께 골고루 섭취함으로써 단백질을 보충해 이용 효율을 높일 수 있다.

## 체내 기능
식물성 식품에 함유된 단백질이 체내에서 기여하는 활동을 보면 인체 근육, 세포막, 피부, 결체조직, 뼈 등 체조직을 형성한다. 성장기 어린이, 청소년 또는 질환 등으로 체조직 소실을 겪은 사람 경우 충분하게 섭취할 필요가 있다.
탄수화물, 지방과 함께 생명유지와 활동에 필요한 에너지를 생산한다. 1g당 4kcal 에너지를 생산하나 체내 단백질 분해과정에서 탈아미노반응으로 아미노산에서 분리된 아미노기(-NH2)가 암모니아로 전환되고, 요소로 전환되는 과정에서 에너지를 소비하게 된다. 따라서 다른 에너지 영양소인 탄수화물, 지방보다는 효율이 낮은 에너지원이 된다.
섭취한 음식의 소화과정에 촉매 역할을 하는 소화효소를 비롯해 에너지대사에 관여하는 효소 등을 합성한다. 또한 일부 아미노산이나 펩타이드 형태, 단백질 형태로부터 다양한 호르몬을 합성해 특정한 기관, 세포로부터 분비되며 체내 기능이 원활하게 이루어지도록 한다.
혈액 내에서 지방성분인 중성지방이나 콜레스테롤을 운반하는 지단백질을 구성한다. 또한 혈장단백질인 알부민이나 글로불린은 혈액내 영양소를 필요한 조직으로 운반하며, 세포막에서는 Na+-K+폄프를 형성하여 물질을 세포 내외로 운반한다.
면역 세포에서 만들어지는 항체의 구성 성분이 되어 바이러스, 세균 등의 항원으로부터 방어하는 체내 면역 기능에 관여한다. 포도당 신생합성을 통해 혈당항상성을 유지하도록 하여 적혈구, 뇌, 신경조직에 포도당을 제공하게 한다. 장기간의 굶주림 시 또는 에너지원인 탄수화물을 충분히 섭취하지 않는 다이어트 지속 시 인체에서는 체단백질 분해가 시작되며 아미노산으로부터 포도당을 만드는 포도당 신생합성(gluconeogenesis)이 일어난다.
체내 수분평형에 기여한다. 알부민, 글로불린 그리고 글로불린에 속하는 피브리노겐(fibrinogen)은 혈액의 수분평형에 중요한 혈장의 단백질이다. 혈압의 변화에 따라 혈액내 수분이 혈관을 빠져나가 조직세포로 이동하며, 혈장의 삼투압에 의해 수분은 다시 혈관내 혈액으로 되돌아 옴으로써 혈관내, 조직세포간에 수분평형이 이루어진다. 단백질 섭취 부족으로 알부민 등 혈장내 단백질이 부족하게 되면 삼투압이 감소해 조직세포로 이동한 수분이 되돌아 오지못하면서 해당 부위에 부종이 발생하게 되는데 단백질 섭취 부족으로 얼굴이 붓는 월상안(moon face) 현상이 그 예이다.
아미노산은 산, 염기로 모두 작용할 수 있는 양쪽성 이온(zwitterion)이다. 이는 아미노산의 화학적 구조가 염기성기인 아미노기(-NH2)와 산성기인 카르복실기(-COOH)를 갖고 있기 때문이며, 단백질은 수소이온(H+)을 주고 받으면서 pH를 정상 범위로 유지하는 산-염기평형 활동에 기여하게 된다.

## 식물성 단백질 식품

### 건강과 영양
식물성 단백질 식품은 현대인에게 만연한 만성질환을 예방, 관리하는 측면에서 이점이 있다. 소고기, 갈비, 삼겹살, 오징어, 새우 등 동물성 단백질 식품에는 포화지방과 콜레스테롤이 많이 함유되어 있다. 동물성 단백질 식품 비중이 큰 식생활을 오랫동안 유지하면 비만과 고지혈증, 동맥경화증, 심근경색, 뇌경색 등 심뇌혈관계 질환, 위, 대장 등 소화기계 질환 위험이 높아진다. 또한 동물성 단백질에는 황 함유 아미노산이 풍부하며 대사 시 산성 대사산물이 많이 생성된다. 이를 중화시키기 위해 체내에서는 뼈에 축적된 칼슘을 용해하여 배설하는 반응이 일어나고 골질량 감소가 지속되면 골다공증 발병 위험도 커진다. 반면에 대두, 나또, 두부 등 식물성 단백질 식품은 동물성 단백질 식품이 지닌 콜레스테롤 과잉 섭취 걱정이 없고 포화지방산이 적다. 대신 질환 예방과 생명유지 활동에 중요한 필수지방산을 포함해 불포화지방산을 충분히 함유하고 있다. 또한 식이섬유소와 피토케미컬(phytochemical) 물질인 이소플라본(isoflavone)을 함유하고 있다. 따라서 혈청 콜레스테롤 배설 작용을 통해 비만, 혈관계질환을 관리하고 정장활동을 도우며, 항암과 면역 등 항산화 효과를 기대할 수 있다. 그 밖에 동물성 단백질 식품의 위험성으로 지적되는  성장호르몬, 항생제 등 축산에 사용되는 유해 약제로부터 안심할 수 있다는 게 식물성 단백질 식품의 이점으로 언급되고 있다.
대표적인 식물성 단백질 식품인 콩은 동물성 단백질 식품과 비교할 때 우열을 가릴 수 없을만큼 단백질 급원 식품으로서 질적 가치가 높다. 콩은 단백질소화흡수율이 높으며 이를 보정해 아미노산 가치를 부여한 평가인 PDCAAS 결과는 1.0으로 쇠고기(0.92)보다도 높다. PDCAAS는 단백질의 아미노산가를 100으로 나누고 소화흡수율을 곱한 값으로 0과 1 사이 값으로 표현된다.

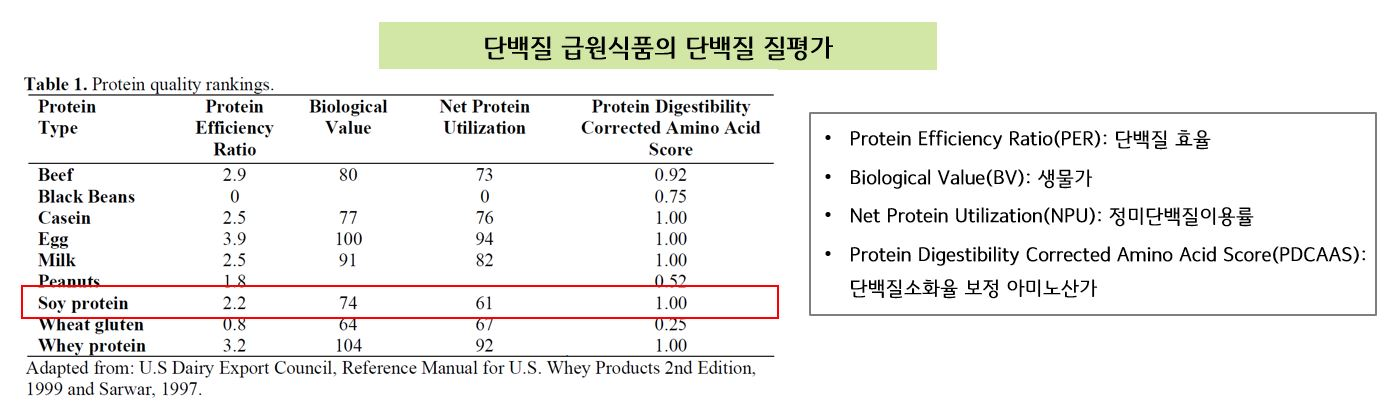
단백질 급원식품의 단백질 질평가

PDCAAS = (아미노산가/100) X 단백질 소화흡수율(%)

### 지구환경

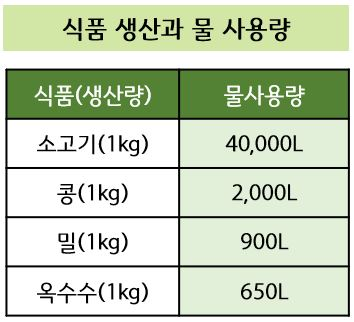
식품 생산과 물 사용량

식물성 단백질 식품은 지구 환경에 미치는 영향을 줄이고 식량 자원을 확보하는 지속가능한(sustainable) 식품으로 주목받고 있다. 축산업이 성장하고 세계적으로 육류섭취량이 증가하면서 소모되는 자원, 환경에 미치는 영향도 크다. 스톡홀름 국제물연구소(Stockholm International Water Institute, SIWI)에서는 물 사용량의 70%가 농축산업에 쓰이며 대부분이 육류 생산에 소비된다고 지적했다.국제연합식량농업기구(UN Food and Agriculture Organization, UNFAO)에서는 축산업에 사용되는 토지, 가축을 먹일 곡물사료에 사용되는 경작지가 계속적으로 늘어나고 있으며 가축사육, 축산으로 인한 탄소배출과 메탄 이산화질소 등의 온실가스 배출의 증가를 경고하고 있다 소고기 1kg 생산에 사용되는 물의 양은 약 40,000리터로 콩 1kg 생산에 사용되는 물의 양에 20배에 달하며, 탄소배출 등 지구온난화 영향도 더 낮다. 따라서 단백질 급원 식품으로서 동물성 식품보다 식물성 식품을 이용하는 것은 지구환경측면에서 가치가 있다.
식물성 단백질 식품은 공장식축산환경에서 생산되는 대부분의 동물성 단백질 식품에 대한 대체로 주목받고 있다. 세계적으로 동물보호 운동단체, 시민 단체, 다양한 협회에서 캠페인, 보고를 통해 동물복지(Animal welfare), 케이지프리(Cage free)가 확대되고 있다. 건강상, 동물보호 등 다양한 이념을 이유로 채식위주의 식생활을 실천하는 사람들이 늘면서 식물성 단백질 식품은 동물성 단백질 식품에 대한 대체가 되고 있으며 국내외 기업에서 식물성 단백질 식품을 원료로한 대체육(Meat alternative), Plant-based seafood 등을 개발하고 있다. Impossible Foods는 콩과식물 등에서 추출한 붉은색의 palnt blood(질소고정식물로부터 heme개발)를 사용해 실제 고기패티처럼 고기맛과 'blood'가 흐른 듯한 식물성 burger prototypes을 개발하였다. New Wave Foods는 Plant protein 혼합물과 새우가 먹는 동일한 조류(Red algae의 micro algae)가 갑각류와 유사한 색깔, 풍미, 특성, 영양가를 만들게 됨을 발견하여 이를 적용한 Plant Shrimp 개발하였다. 우리가 일상에서 쉽게 접하는 두부는 해외에서 식물성 고기로 이용되고 있으며 콩, 두부, 밀 등을 원료로한 대체육제품이 조금씩 생산되고 있으며 실제 고기를 대체하기에 좋은 단백질 급원 식품이 되므로 시장은 확대되고 있다.